# 安德鲁·德赖弗
安德魯·大衛·戴華亞（英語：Andrew David Driver，1987年11月20日—）出生於英格蘭大曼徹斯特郡的奧爾德姆（Oldham），是一名足球運動員，司職翼鋒。

## 生平

### 球會
戴華亞在奧爾德姆出生及成長，但於11歲時因父親工作的關係，舉家遷移到蘇格蘭愛丁堡附近定居。戴華亞開始時為赫捷臣維爾（Hutchison Vale AFC）參加足球比賽，其後於2003年加盟赫斯。
2006年戴華亞跟隨一隊到奧地利展開季前熱身賽，在3場友誼賽中全數擔任正選，更交出4次助攻的好成績。8月戴華亞簽署五年延長合約，留隊直到2011年。2006/07年球季戴華亞晉身一隊，8月26日主場4-1擊敗恩華尼斯，戴華亞在下半場76分鐘首次以後補身份上陣，入場後僅4分鐘更在窄角度將球射入球門網頂，將領先比數擴大到3-1；2007年4月29日戴華亞與赫斯到訪賽後舉行蘇超冠軍頒獎禮的些路迪，大搞破壞以3-1取勝，戴華亞更在20碼憑自由球「灣」入射成2-0；5月12日戴華亞在「愛丁堡打吡」主場2-0擊敗喜百年再入一球。戴華亞在首個球季上陣22場射入3球，但赫斯未能延續去季奪得聯賽亞軍的氣勢，僅取得第四位的成績，失落歐洲比賽的入場劵。
2007/08年球季戴華亞開始成為常規正選，2007年8月18日主場1-1賽和升班馬基特拿，半場入替的戴華亞「窩利」抽入先拔頭籌；9月15日正選上陣的戴華亞在主場對格拉斯哥流浪時再次妙射破網先開紀錄，協助球隊4-2獲勝；9月30日作客3-1擊敗聖美倫，戴華亞再次先開紀錄。連串精彩的演出及入球使戴華亞獲選為9月份「蘇超每月最佳青年球員」（Clydesdale Bank Young Player of the Month）。本季戴化上陣29場及射入5球，但赫斯成績進一步下滑，未能晉身前六爭標組，只獲得第八位的排名。2008年8月29日戴華亞與赫斯延長合約五年，直到2013年才屆滿。
2008/09年球季赫斯復甦，戴華亞合共上陣31場及射入5球，而赫斯亦取得季軍成績可以參加來年的歐霸盃足球聯賽外圍賽。
戴華亞的表現獲其他球會的賞識，據報包括基輔戴拿模、格拉斯哥流浪、愛華頓、保頓及般尼，赫斯先後拒絕兩支英冠球會的出價，2008年夏季般尼首先提出的50萬英鎊，其後增加到75萬英鎊，而高雲地利在2009年1月轉會窗的100萬英鎊同樣被拒。
2009年6月7日英超升班馬提出以150萬英鎊，潛在可增加到200萬英鎊，收購戴華亞，惟赫斯認為這名新晉英格蘭U21國腳價值約400至500萬英鎊，雙方繼續商討。戴華亞在7月27日於赫斯季前熱身賽對觸傷腳跟，需要養傷6星期而缺席季初的比賽。

### 國家隊
戴華亞曾代表蘇格蘭學童隊參加國際比賽，並在對英格蘭時取得入球。但由於英國四個構成國家有協議，只可選派有血親關係的球員代表參賽，所以戴華亞無緣代表蘇格蘭上陣。蘇格蘭足球總會建議放寬限制，容許曾在當地就讀五年或以上的球員可以參賽，並獲得威爾斯及北愛爾蘭的支持，於2008/09年球季結束後呈請國際足協批准，戴化表示希望為蘇格蘭效力。英格蘭足球總會雖然同意，但卻在議案尚未審批前，「偷步」挑選戴華亞加入2009年6月在瑞典舉行2009年歐洲U-21足球錦標賽決賽週，英格蘭U-21初選參賽名單，此舉使到蘇格蘭足球總會感到非常失望。主教練皮雅斯在5月底宣佈決選名單，戴華亞獲選成為其中一員，皮雅斯表示因艾朗·連儂受傷而挑選戴化作為替補，而戴華亞亦樂於代表英格蘭參賽。6月22日首次扳甲上陣，在U21歐錦賽最後一場分組賽對德國U21。

## 榮譽
赫斯
- 蘇格蘭足總盃冠軍：2012年；

## 外部連結
- 足球数据库：安德鲁·德赖弗的球员统计数据
- Appearances （页面存档备份，存于） at londonhearts.com